# Dieffenbachia weirii
Dieffenbachia weirii är en kallaväxtart som beskrevs av Miles Joseph Berkeley. Dieffenbachia weirii ingår i släktet prickbladssläktet, och familjen kallaväxter. Inga underarter finns listade.